# 霍沃巴赫河
51°59′10″N 8°19′39″E / 51.98611°N 8.32750°E

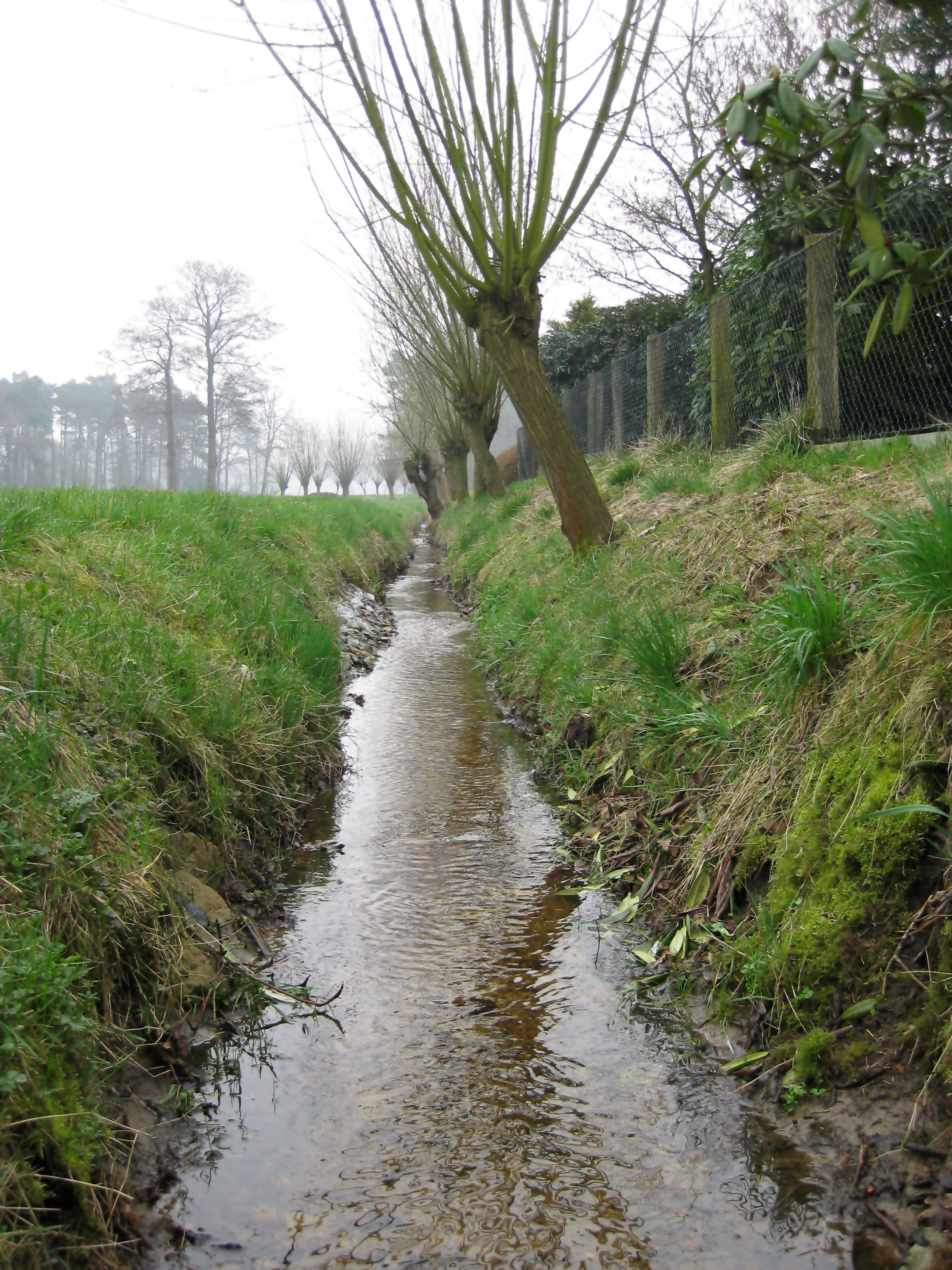

霍沃巴赫河（德語：Hovebach），是德國的河流，位於該國西部，處於北萊茵-威斯特法倫州，屬於阿布羅克斯巴赫河的右支流，河道全長6.4公里，流域面積11.8平方公里。